# Enzo Bellini (calciatore)
Enzo Bellini (Novi di Modena, 23 novembre 1917 – Modena, 20 ottobre 2001) è stato un calciatore e allenatore di calcio italiano, di ruolo attaccante.

## Carriera

### Giocatore
Conta 128 presenze in Serie B con Modena, Catania, Pisa, Spal e Reggiana.

### Allenatore
Ha allenato il Catania in Serie B nel 1955-1956 subentrando a stagione in corso; ha allenato inoltre in Serie C il Marsala, il Chieti e la Cremonese, e con il Cosenza ha vinto il campionato di Campionato Interregionale 1957-1958.

## Palmarès

### Club

#### Competizioni nazionali
- Serie C: 2

Catania: 1938-1939
Stabia: 1950-1951
- Campionato Interregionale - Prima Categoria: 1

Cosenza: 1957-1958